# Centro de Convivência Cultural de Campinas
O Centro de Convivência Cultural de Campinas “Carlos Gomes”, conhecida popularmente como Centro de Convivência, é um conjunto arquitetônico localizado no bairro Cambuí, na cidade de Campinas, no interior do estado de São Paulo, Brasil. Foi projetado pelo arquiteto Fábio Penteado, inaugurado em 9 de setembro de 1976.

## História
Antes de ali existir o Centro de Convivência, o lugar onde hoje se localiza a Praça Imprensa Fluminense era o Passeio Público de Campinas, construído entre 1876 e 1882 e inspirado no Passeio Público do Rio de Janeiro.
As obras do Centro de Convivência começaram em 1967; entretanto, foram interrompidas pouco depois e só retomadas em 1974, até a conclusão do complexo em 1976.
Em 2004 a praça Imprensa Fluminense, lugar no qual se situa o Centro de Convivência, foi reurbanizada, com a retirada do estacionamento e a troca do piso em todo o entorno da praça por blocos de concreto intertravados em duas cores. Também houve a repintura das paredes e o ajardinamento dos canteiros. No ano seguinte, foi necessária a repintura das construções e foram colocados bloqueios físicos nas entradas do Teatro de Arena, acabando assim com o centro da área de convivência. Após isso os eventos no teatro de arena se tornaram raros.

### Fechamento e Reforma
No ano de 2011 a Sala de Espetáculos “Luís Otávio Burnier” foi fechada pela prefeitura, por conta da precariedade na estrutura do prédio. O espaço apresentava goteiras, fiação elétrica exposta, e a conclusão de técnicos da administração foi de que o local oferecia riscos aos frequentadores.
Apenas em 2018 o Estado autorizou um repasse de R$ 40 milhões para a reforma do Centro de Convivência Cultural de Campinas. O projeto incluía a reconfiguração do teatro, melhoria na acústica, cenografia e sonorização, substituição de cadeiras na plateia, reforma dos camarins e instalação de um elevador para acessibilidade. Inicialmente esse recurso seria destinado à construção do Teatro de Ópera Carlos Gomes, no Parque Ecológico Monsenhor Emílio José Salim, porém com as mudanças a maior parte dos fundos foi destinada à reforma do teatro do Centro de Convivência, com o restante aplicado na parte externa.
Em 2023 a Prefeitura de Campinas concluiu a primeira fase da reforma do Centro de Convivência Cultural Carlos Gomes, como parte das celebrações dos 250 anos da cidade. A reforma enfrentou desafios, incluindo infiltrações, e contou com um investimento de R$ 23,5 milhões. O Centro de Convivência permanecerá fechado até o final de 2024, quando a segunda etapa estiver concluída. A segunda fase incluirá melhorias na área técnica, de som, luminotécnica, acústica, e mais, com um orçamento de R$ 51,8 milhões e previsão de início em janeiro de 2024. A reforma visa revitalizar o espaço cultural e proporcionar uma nova casa para a Orquestra Sinfônica Municipal de Campinas. Além disso, a celebração dos 250 anos da cidade incluirá 250 realizações, abrangendo várias áreas administrativas.

## Projeto
O projeto do Centro de Convivência foi feito pelo arquiteto Fábio Penteado em 1967, desenvolvendo outros dois projetos do arquiteto que concorreram em concursos nos dois anos anteriores, um na própria cidade de Campinas ("Teatro de Ópera") e outro na cidade de Goiânia ("Monumento à Fundação de Goiânia"). A junção dos dois projetos, com o aumento da escala da praça multiuso no projeto goianiense e as finalidades do projeto campineiro.

## Características
O Centro de Convivência possui quatro edifícios em cruz, dos quais as partes superiores são arquibancadas para o Teatro de Arena “Teotônio Vilela”, com capacidade para aproximadamente cinco mil pessoas. Há uma Sala de Espetáculos “Luís Otávio Burnier”, com capacidade para 500 pessoas. Há espaços disponíveis para exposições de arte as Galerias “Aldo Cardarelli”, “Bernardo Caro” e “C”, além de um espaço próprio para a construção de um bar, atualmente denominado “Sala Carlos Gomes”. Um quinto elemento se apresenta na torre de iluminação sobre a área destinada ao Teatro de Arena.
Aos sábados e domingos, ocorre a feira de artesanato e de quitutes, popularmente conhecida na cidade com Feira Hippie.

## Galeria de fotos

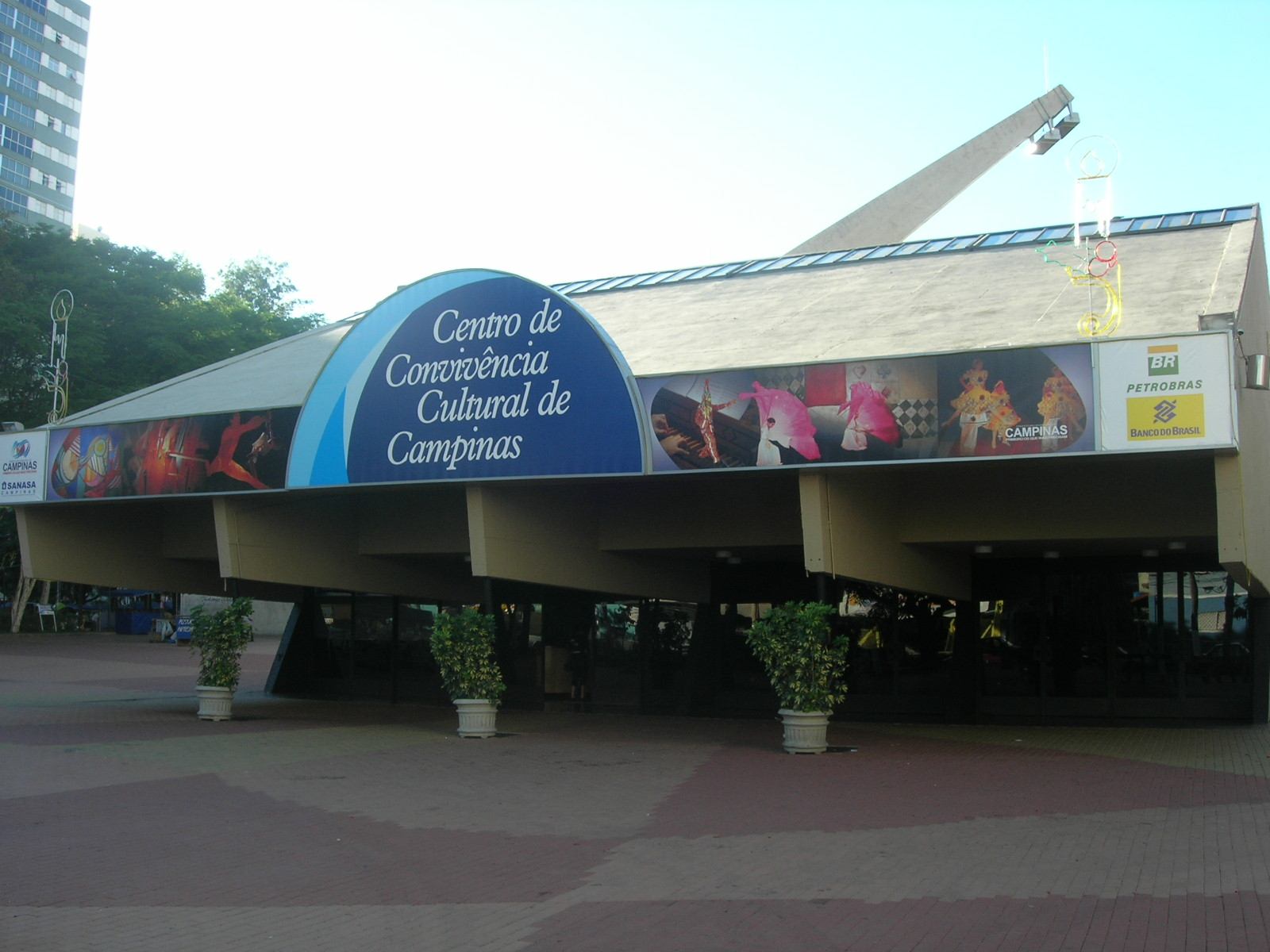
Centro de Convivência no Natal de 2005.
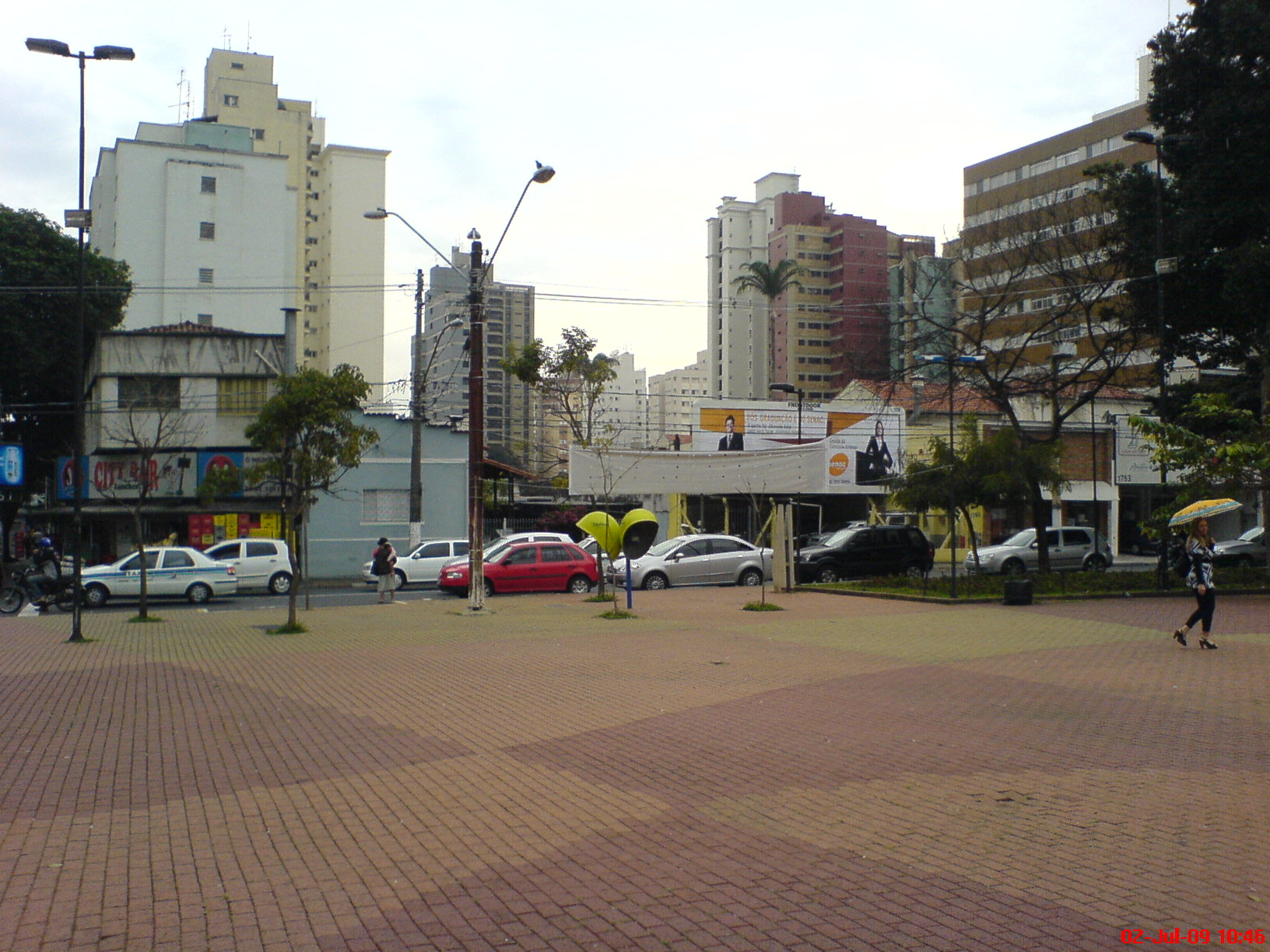
Vista parcial da praça do Centro de Convivência
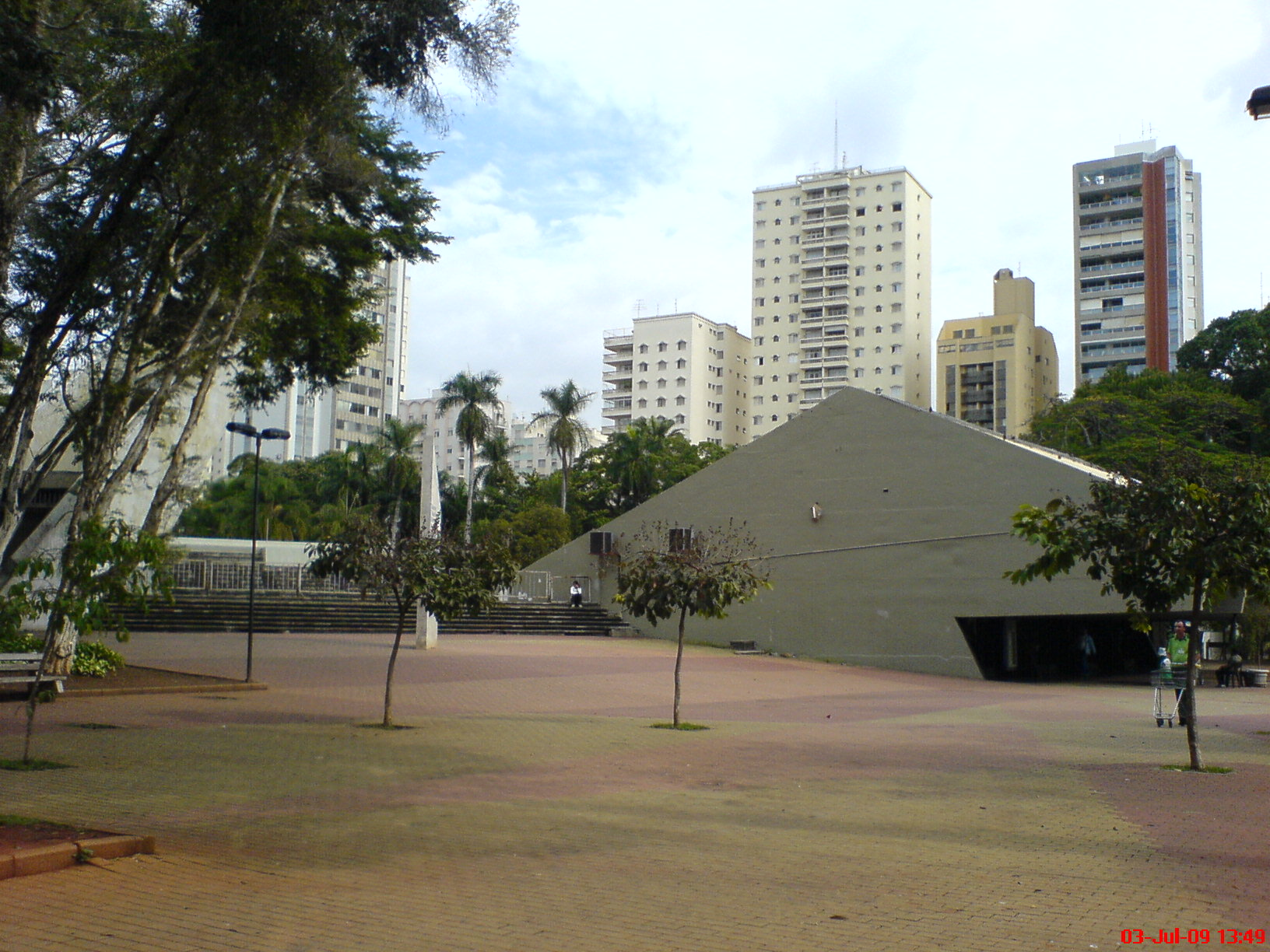
Vista parcial da praça do Centro de Convivência
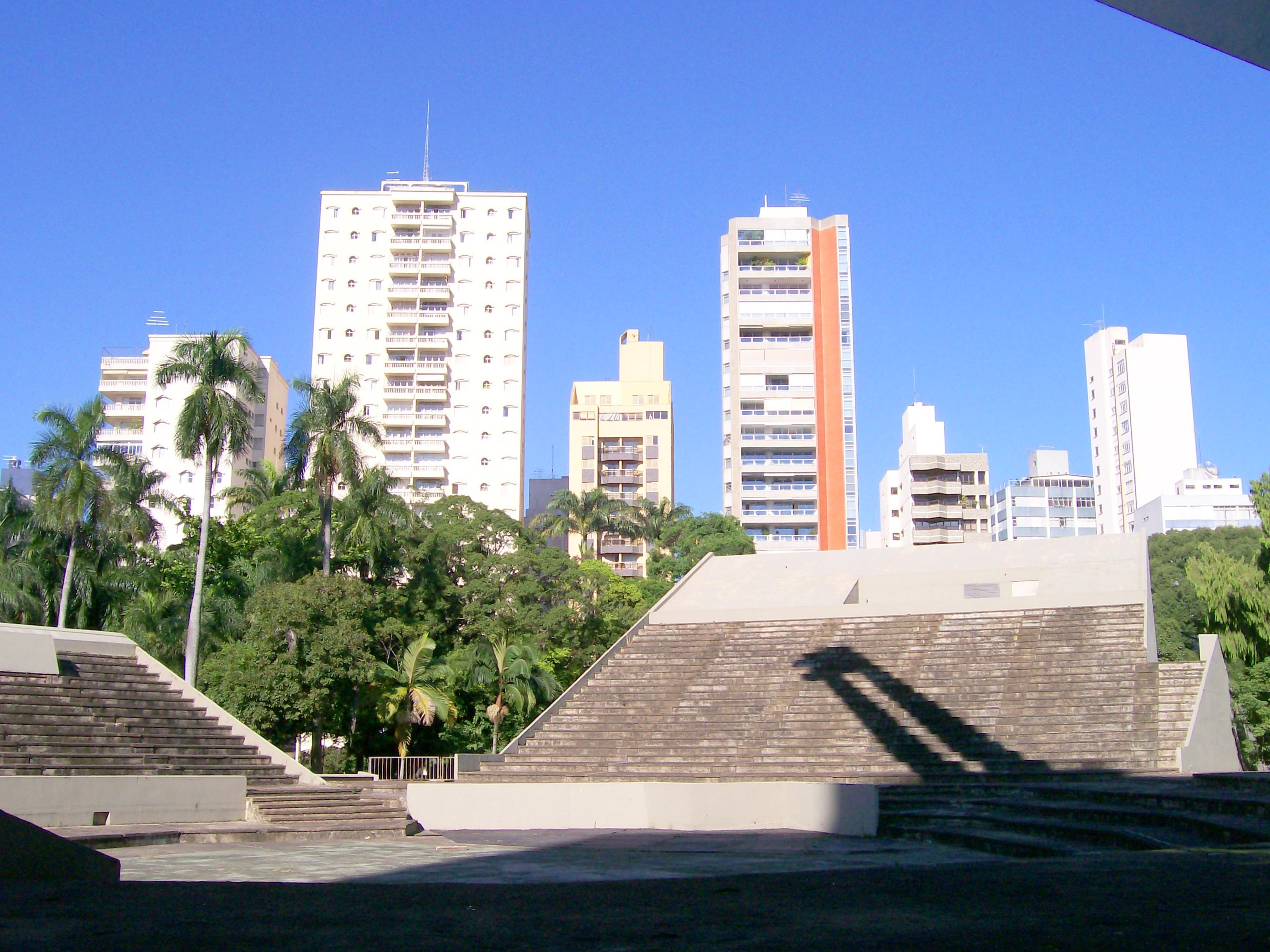
Teatro de Arena.
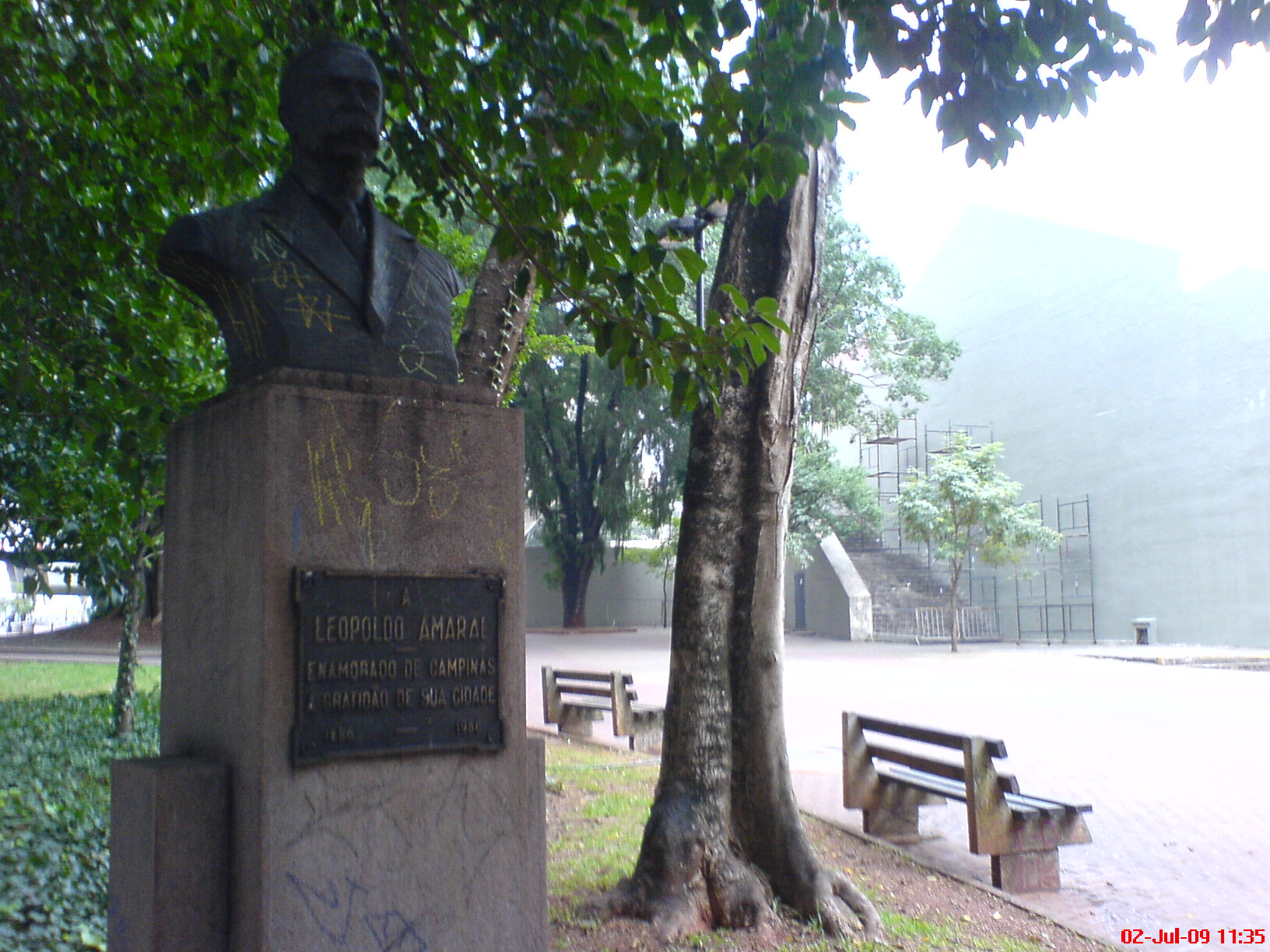
Monumento a Leopoldo Amaral